# Лаура Кьовеши
Ла̀ура Кодру̀ца Кьо̀веши (на румънски: Laura Codruța Kövesi, родена Лаура Кодруца Ла̀ску, на румънски: Laura Codruța Lascu) е румънска юристка, избрана за първи европейски главен прокурор.

## Биография
Родена е в гр. Сфънту Георге, Румъния на 15 май 1973 г. Дъщеря е на прокурор от кариерата по времето на Социалистическа република Румъния. Завършва средно образование в Медиаш, следва в периода 1991 – 1995 г. и завършва Юридическия факултет на Университета Бабеш-Бойяи (на румънски: Universitatea Babeș-Bolyai; на унгарски: Babeș-Bolyai Tudományegyetem) в Клуж-Напока. Състезателка е в младежкия баскетболен отбор на Румъния, с който печели в Тимишоара европейската вицешампионска титла през 1989 г. Владее английски и унгарски език.

### Юридическа кариера в Румъния
В периода от 15 септември 1995 г. до 1 май 1999 г. Кьовеши е назначена на длъжност прокурор в Сибиу, а от 2 октомври 2006 г. работи в Националната дирекция за борба с корупцията. В периода 2013 – 2018 година ръководи Националната дирекция за борба с корупцията на Румъния. Освободена е от длъжност от президента Клаус Йоханис след обвинения от страна на правосъдния министър Тудорел Тоадер в превишаване на правомощията и накърняване образа на страната зад граница. Решението за освобождаване идва след седмици на напрежение с управляващото ляво мнозинство, съпроводени с протести и искания за оставка на правосъдния министър.

### Европейски главен прокурор
Кьовеши е един от кандидатите за Главен прокурор на Европейския съюз. При гласуването в Комитета на постоянните представители на ЕС през февруари 2019 година тя остава втора след французина Жан-Франсоа Бонер, но след последвалите изслушвания в Европейския парламент – на които тя е аплодирана от депутатите – кандидатурата ѝ печели най-много гласове и в двете ресорни комисии на парламента: по граждански права и вътрешни работи и по бюджет.
През септември 2019 година Кьовеши е окончателно одобрена за поста.